# Swithland
Swithland – wieś w Anglii, w hrabstwie Leicestershire, w dystrykcie Charnwood. Leży 10 km na północ od miasta Leicester i 153 km na północny zachód od Londynu. W 2004 miejscowość liczyła 230 mieszkańców.